# Cinq croix (Ploubezre)
Cinq croix est située sur la commune de Ploubezre en France.

## Localisation
La croix est située sur la commune de Ploubezre au carrefour de la route de Tonquedec où se trouve la chapelle de Kerfons-en-Kerfaouës dans le département des Côtes-d'Armor, dans la région Bretagne.

## Historique
La croix est inscrite au titre des monuments historiques par arrêté du 7 décembre 1925.

## Galerie

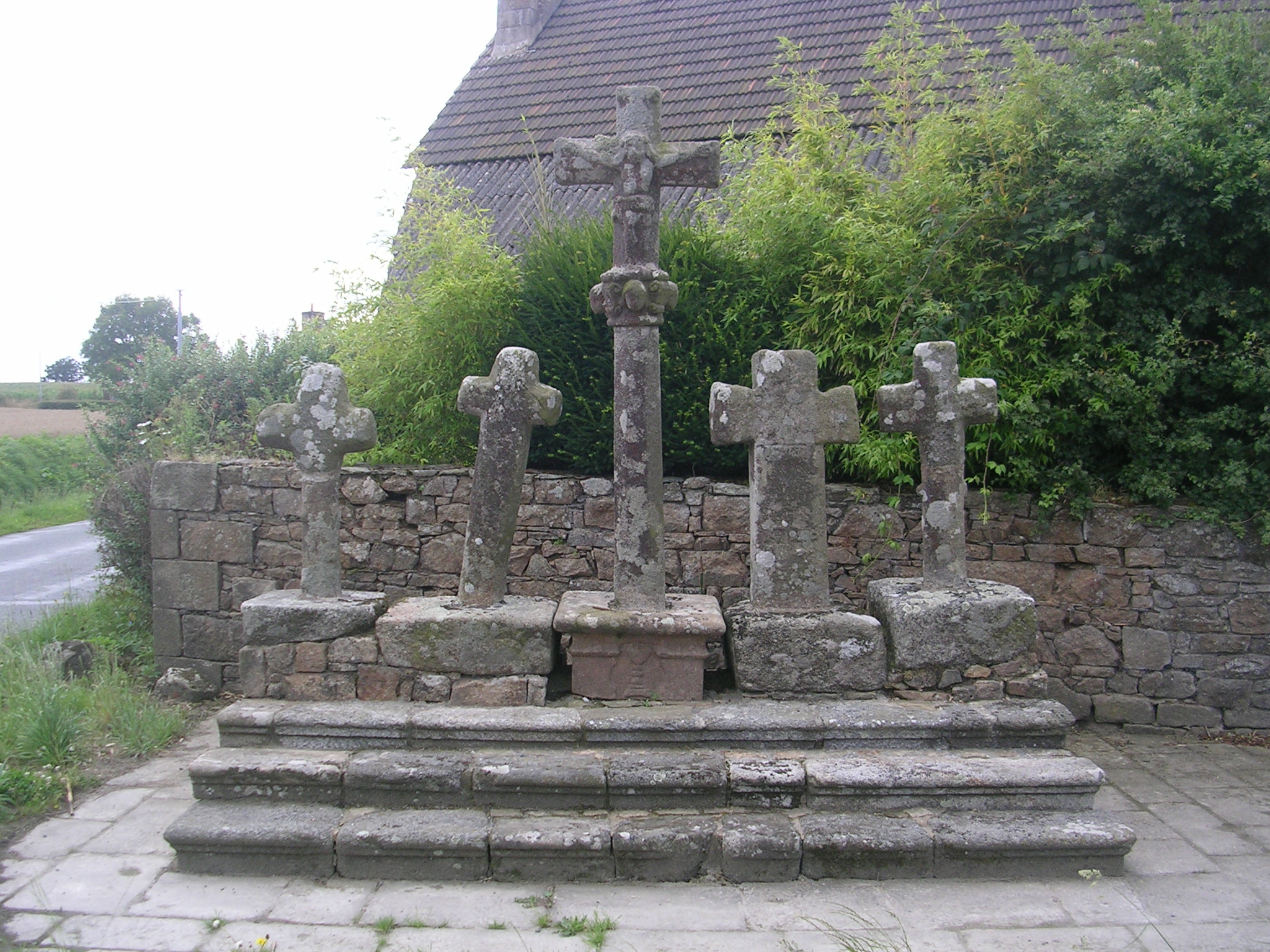
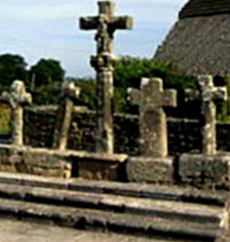
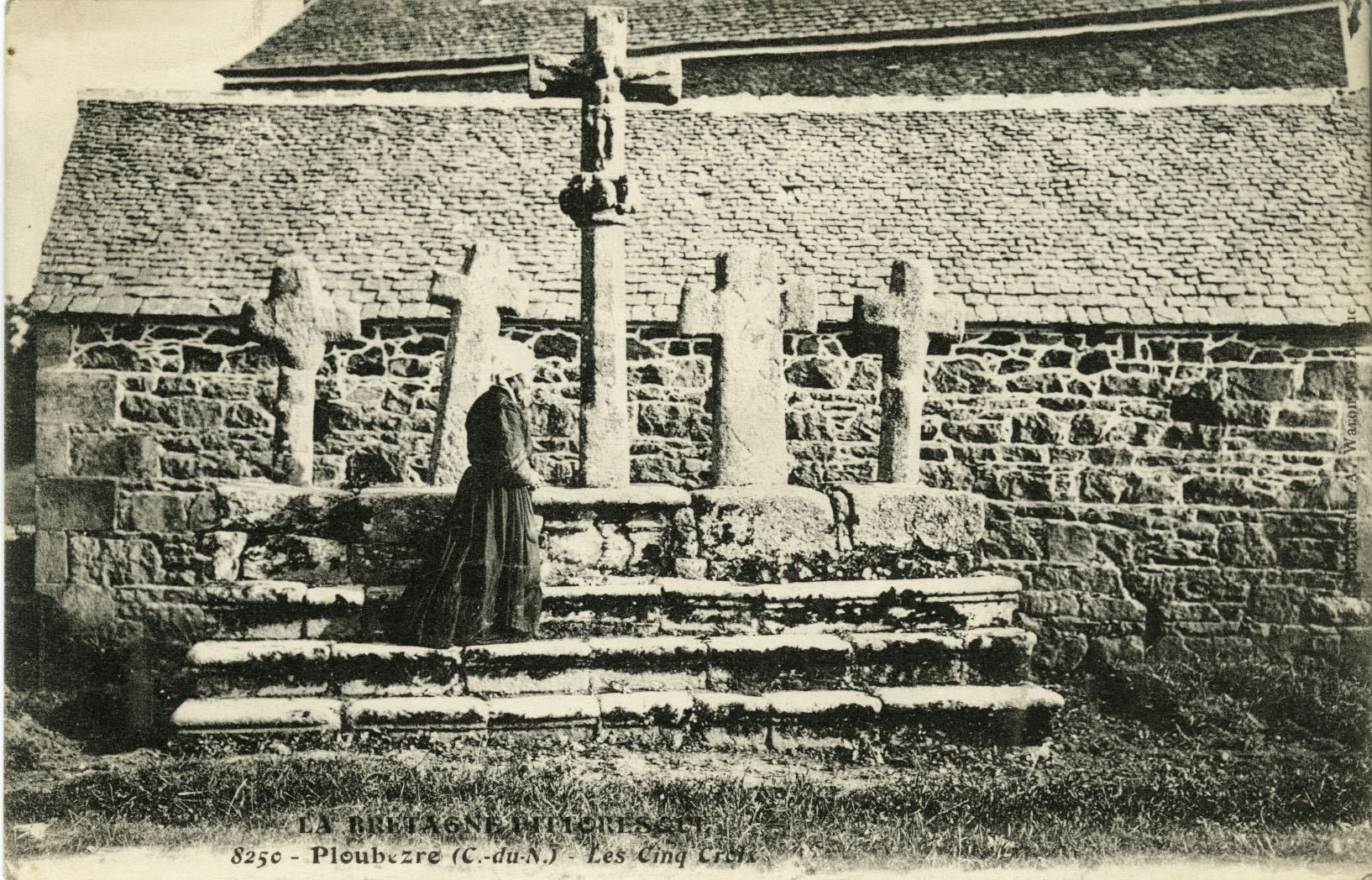
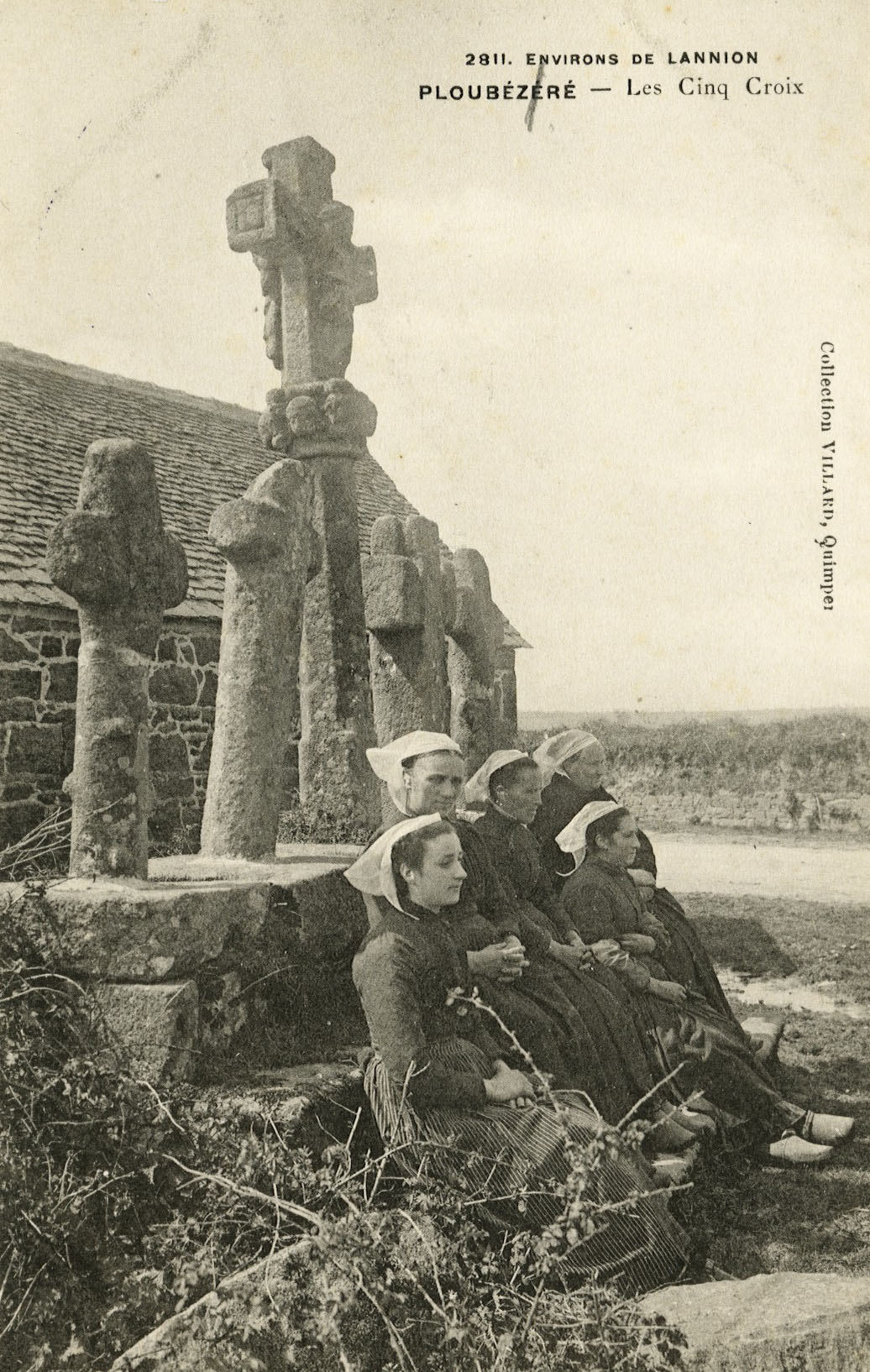
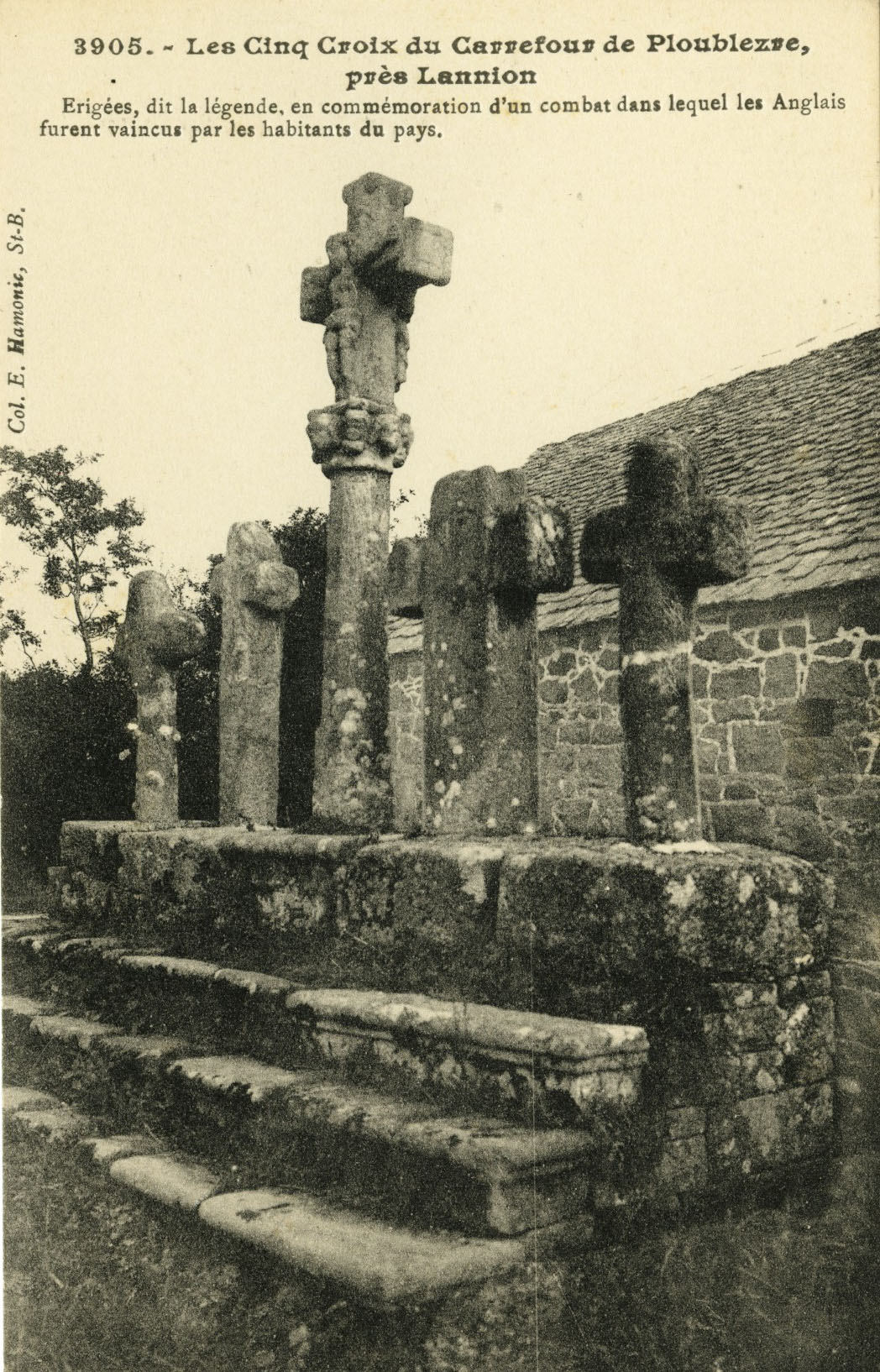